# La Borsa
La Borsa, también conocida como Exchange Buildings, es un edificio del siglo XIX en La Valeta, la capital de Malta. Alberga la Cámara de Comercio, Empresa e Industria de Malta. Está situado en la calle de la República, a unos pasos de la plaza del Palacio del Gran Maestre.
El solar de La Borsa estuvo originalmente ocupado por una casa que perteneció al Priorato de Castilla. En 1853, la casa fue entregada a la Cámara de Comercio y Empresas de Malta, que se había formado en 1848. Fue demolido para dar paso a un nuevo local diseñado por el arquitecto maltés Giuseppe Bonavia. Las obras fueron realizadas por el contratista Michelangelo Azzopardi, y el edificio fue inaugurado en marzo de 1857. Algunas características dentro del edificio incluyen el Patio Lewis Farrugia, el Salón Sir Agostino Portelli, el Aula Conciliaris (Sala del Consejo), el Salón de Actos Banif y la Sala de Reuniones BOV.
Está programado como monumento nacional de Grado 1 por la Autoridad de Planificación y Medio Ambiente de Malta.

## Arquitectura
La Borsa fue diseñada por Giuseppe Bonavia en el estilo arquitectónico neoclásico. Su diseño contrasta con la arquitectura tradicional de La Valeta. Su fachada tiene una imponente columnata simétrica de orden jónico. Tiene tres plantas sobre rasante y una bajo rasante. Inaugurado en 1848, el diseño del edificio es bastante simple pero elegante al mismo tiempo.